# انتخابات سراسری قطر (۲۰۲۱)
نخستین انتخابات مجلس قطر در ۲ اکتبر ۲۰۲۱ میلادی برابر ۱۰ مهر ۱۴۰۰ به دستور پادشاه این کشور برگزار گشت. این انتخابات از سال ۲۰۱۳ م. به تأخیر افتاده‌بود.

## پیشینه
در همه‌پرسی قانون‌اساسی قطر در سال ۱۳۸۲ که حدود ۱۳٪ مردم مشارکت کردند (۸۴٪ ثبت شدگان) نظام شاهنشاهی مشروطه برای قطر تصویب شد. نخست قرار بود انتخابات ۲۰۰۷ و سپس ۲۰۱۰ برگزار شود که نشد.
تا بهار عربی که بعد از انقلاب‌های منطقه حمد بن خلیفه آل‌ثانی، امیر قطر، قول داد انتخابات پارلمانی، نیمهٔ دوم سال ۲۰۱۳ برگزار شود.
به موجب قانون‌اساسی تازه قرار شد انتخابات شورای شهر و مجلس برگزار شود و دادگاه قانون‌اساسی تشکیل شود، ولی انتخابات مجلس هم‌چنان برگزار نشده‌بود تا دامن اعتراضات به قطر نیز ممکن بود کشیده شود که امیر قطر دستور به برگزاری داد.
طبق قانونی که مجلس شورای گماشتهٔ شاه (با ۳۵ عضو) در سال ۲۰۰۸ میلادی تصویب کرده‌است مجلس ۴۵ نماینده دارد که ۳۰ تن برابر ۲/۳ را مردم می‌گزینند و دیگران را شاه می‌گمارد.
انتخابات قطر قرار بود در خرداد یا تیرماه سال ۱۳۹۲ (ژوئن ۲۰۱۳ میلادی) برگزار شود. می‌بایست در انتخابات دوسوم کرسی‌های مجلس شورای قطر برگزیده شود. پس از آنکه حمد حکومت را به فرزندش تمیم بن حمد بن خلیفه آل ثانی واگذار کرد، برگزاری انتخابات در آن تاریخ لغو شود.